# Ilja Szrajbman

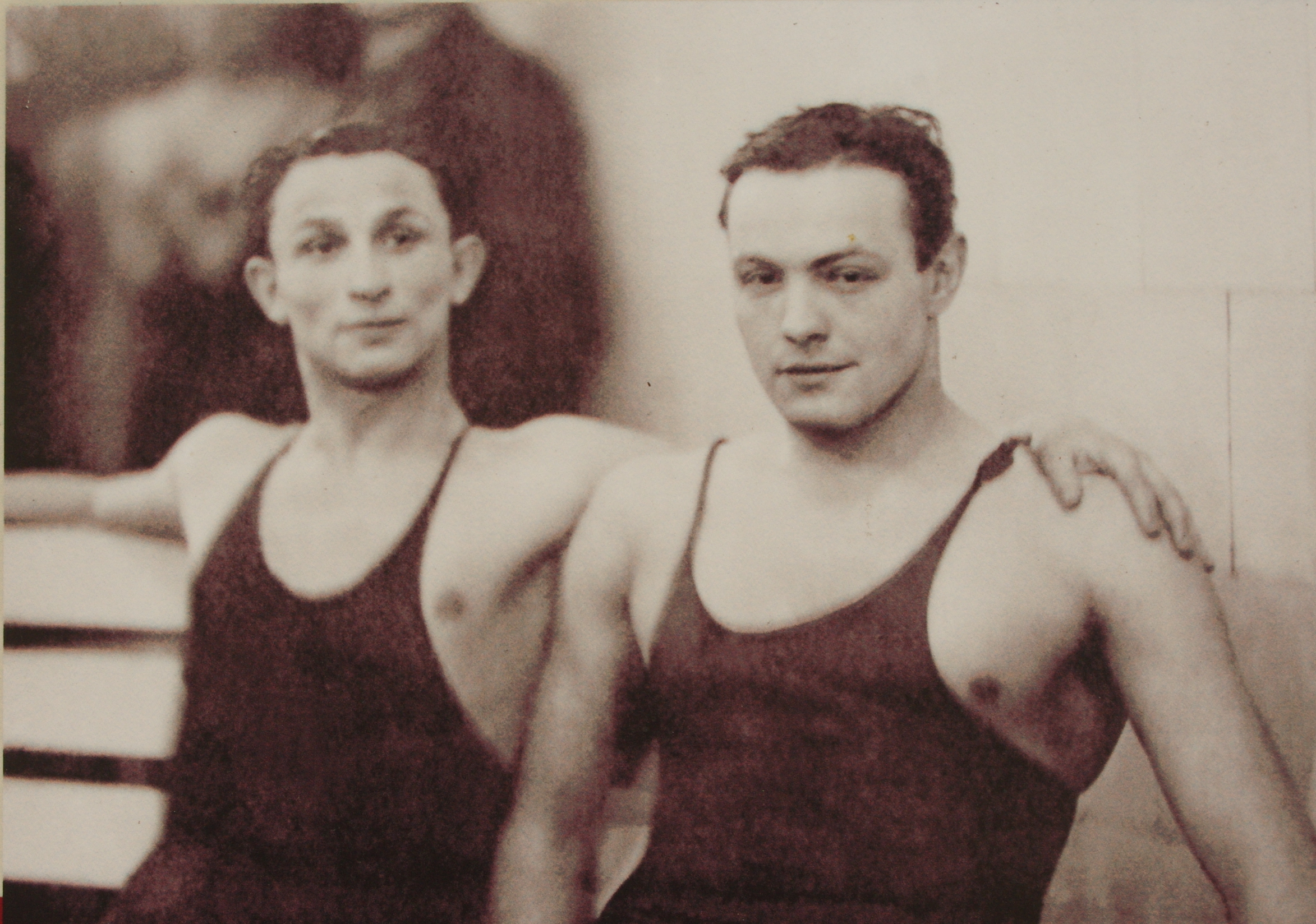
Ilja Szrajbman und Roman Kazimierz Bocheński (ohne Jahr)

Lejzor Ilja Szrajbman (* 15. April 1907 in Warschau; † 1943 im KZ Majdanek oder im Warschauer Ghetto) war ein polnischer Schwimmer.

## Leben
Ilja Szrajbman war Angehöriger der polnischen Armee. In den 1930er Jahren wurde er mehrfacher polnischer Meister in verschiedenen Schwimmdisziplinen über verschiedene Strecken. Er spielte auch Wasserball. 1936 startete er bei den Olympischen Spielen in Berlin in der Staffel über 4-mal 200 Meter im Freistil. Die Mannschaft wurde jedoch wegen Frühstarts disqualifiziert.
Vor Ausbruch des Zweiten Weltkriegs bereitete sich Szrajbman auf eine geplante polnische Version von Tarzan vor, Regisseur sollte der renommierte Juliusz Gardan sein.
Die Todesumstände von Ilja Szrajbman sind ungeklärt. Manche Quellen sprechen davon, er sei im Warschauer Ghetto getötet worden, andere Quellen geben an, er sei im KZ Majdanek ums Leben gekommen.